# Horacio Carochi
Compléments
Sa grammaire de la langue Nahuatl fit longtemps autorité
Horacio Carochi (en italien: Carocci), né vers 1579 à Florence (Italie) et décédé le 14 juillet 1662 à Tepotzotlán (Mexico city), est un prêtre jésuite italien, missionnaire en Nouvelle-Espagne (aujourd'hui: Mexique) et éminent connaisseur des langues indigènes locales. 

## Biographie
Né aux environs de 1579 à Florence le jeune Horacio entre dans la Compagnie de Jésus le 23 octobre 1601, à Rome, où il fait son noviciat.  Destiné à la Nouvelle-Espagne (Mexique) avant même de terminer ses études de philosophie (1605), il complète sa formation au 'Colegio Máximo S. Pedro y S. Pablo' de Mexico (1605-1609).
Dès son arrivée en Nouvelle-Espagne le père Carochi se met à l’étude des langues locales, notamment le nahuatl et l'otomi, avec l’aide et le soutien du père Antonio del Rincón, premier grammairien de langue Nahuatl et lui-même Nahua. un vocabulaire otomi.
Il en vint à maîtriser le nahuatl, comme en témoigne son importante grammaire intitulée Arte de la lengua mexicana, dont Ignacio de Paredes publia un Compendium (1750).
Ordonné prêtre en 1609, à Mexico, le père Carochi commence une longue carrière missionnaire chez les Otomis et les Amérindiens de la zone urbaine à S. Luis de la Paz (1609-1610) et à Tepotzotlán (1614-1631). À partir de 1638, il est assistant du provincial (1638-1645), puis recteur du Colegio Máximo (1645-1647), et supérieur de la maison professe de Mexico (1647-1653). Il est finalement de retour à Tepotzotlán, comme recteur (1653-1655), et prédicateur et confesseur des Améridiens, qu’il servit jusqu’à son dernier jour. 
Le père Horacio Carochi meurt à Tepotzotlán le 14 juillet 1662.

## Écrits
- Arte de la lengua mexicana, 1645
- Vocabulario copioso de la Lengua mexicana
- Gramática de la Lengua Otomí
- Vocabulario Otomí
- Sermones en Lengua mexicana